# Stormagasin
Et stormagasin er en butik, der er opdelt i flere afdelinger, der hver især fungerer som en specialbutik. (Deraf den engelske betegnelse department store). I nogle stormagasiner som Illum drives afdelingerne af de enkelte mærkevareleverandører som små shop-in-shops.
Sortimentet omfatter primært non-food varer som tøj, sko, sportsudstyr, parfume, smykker, bøger, legetøj, isenkram, elektronik, interiør og eventuelt møbler. Tøj er oftest den varegruppe, der udgør den største del af omsætningen. Mange stormagasiner sælger også fødevarer. 

## Historie
Stormagasinerne kom frem i midten af 1800-tallet. Til Første Verdenskrig blev der åbnet stormagasiner i næsten alle storbyer i Europa og USA. Fx britiske Harrods (1849) og Marks & Spencer (1884), franske Le Bon Marché (1852), amerikanske Macy's (1858) og Sears, tyske Kaufhaus des Westens (1905), finske Stockmann (1862), svenske Åhléns (1899) og danske Magasin du Nord (1868).

## Stormagasiner i Danmark
I Danmark findes tre egentlige stormagasiner: Magasin (1868), Illum (1891) og Salling (1906)

## Tidligere stormagasiner i Danmark
- Crome & Goldschmidt, 1861-1971, København
- Daells Varehus, 1910-1999 , København, 1985 - 1999, Aarhus
- I.G.-Varehuset, Odense, overtaget af Magasin  ca. 1967
- SBV, 1934-1985, Aarhus, overtaget af Daells
- Anva, 1957-1987, landsdækkende
- Messen, ?- 1972, Købmagergade 42 - 48 København K.
- Havemanns Magasin, 1919-1975, Vesterbrogade 74-76 i København og en filial i Lyngby Storcenter.
- Fonnesbech (stormagasin), 1938-1970, Østergade 47 i København